# Francisco de Asís Vidal y Barraquer

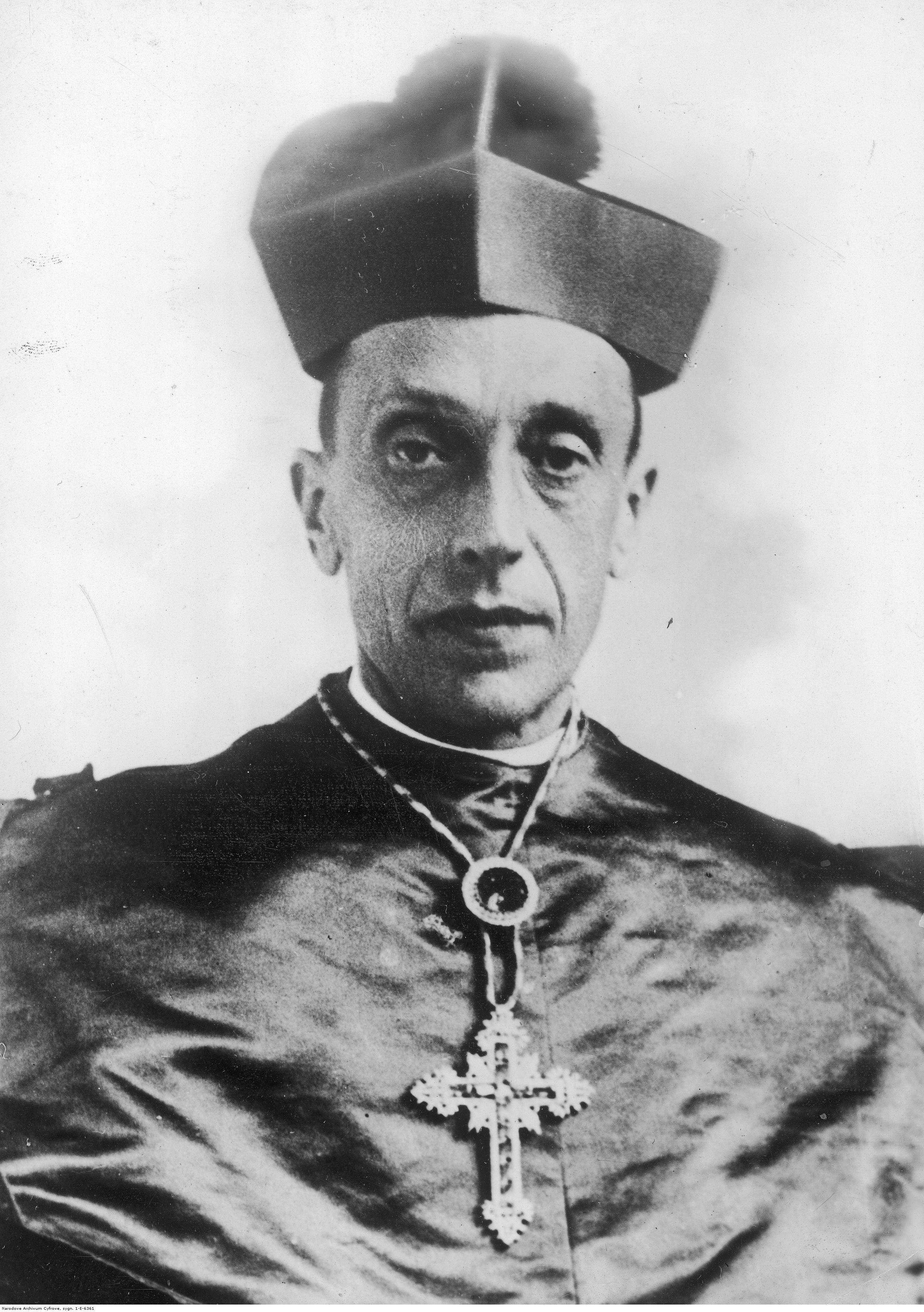
Francisco de Asís Kardinal Vidal y Barraquer

Kardinalswappen

Francisco de Asís Kardinal Vidal y Barraquer, auf Katalanisch Francesc d’Assís Vidal i Barraquer, (* 3. Oktober 1868 in Cambrils, Spanien; † 13. September 1943 in Freiburg, Schweiz) war Erzbischof von Tarragona.

## Leben

### Frühe Jahre
Francisco de Asís Vidal y Barraquer schloss seine philosophische und theologische Ausbildung in Barcelona, Tarragona und Madrid mit der Promotion zum Doktor der Rechtswissenschaften ab. Er empfing am 17. September 1899 das Sakrament der Priesterweihe und arbeitete anschließend als Seelsorger und Mitarbeiter des Diözesangerichts in Tarragona. Von 1909 bis 1913 leitete er als Generalvikar die Verwaltung des Erzbistums Tarragona.

### Bischof und Kardinal
1913 ernannte ihn Papst Pius X. zum Titularbischof von Pentacomia und zum Apostolischen Administrator des Bistums Solsona. Die Bischofsweihe spendete ihm am 26. April 1914 Antolín López Peláez, der Erzbischof von Tarragona; Mitkonsekratoren waren Ramón Barberá y Boada, Apostolischer Administrator von Ciudad Rodrigo, und Ramón Guillamet y Coma, Bischof von Córdoba. In den Jahren 1914 bis 1916 war Francisco de Asís Vidal y Barraquer Senator des Spanischen Königreiches. 1919 ernannte ihn Papst Benedikt XV. zum Erzbischof von Tarragona, 1921 nahm er ihn als Kardinalpriester mit der Titelkirche Santa Sabina in das Kardinalskollegium auf. Francisco de Asís Kardinal Vidal y Barraquer nahm am Konklave des Jahres 1922 teil, das Papst Pius XI. wählte.

### Diktatur Primo de Riveras, Zweite Republik, Bürgerkrieg und Exil
Während der Diktatur Primo de Riveras verteidigte Erzbischof Vidal die Freiheit der Kirche und hielt, wie alle Bischöfe der Kirchenprovinz Tarragona, am Gebrauch der katalanischen Sprache in Predigt und Katechese fest. Im Jahr 1924 lehnte er einen Wechsel auf den Metropolitansitz von Saragossa ab, ebenso wie er es 1926 ablehnte, mit dem Bischof von Coria Pedro Segura y Sáenz den Bischofssitz zu tauschen oder als Kurienkardinal nach Rom zu gehen. Als 1931 die Spanische Republik ausgerufen wurde, gelang es ihm, Plünderung und Brandschatzung von Kirchen und Klöstern in Katalonien zu verhindern. Nachdem Kardinal Segura, der Erzbischof von Toledo, ins Exil geflohen war, wurde Francisco de Asís Vidal y Barraquer zum Primas von Spanien gewählt. Ungeachtet seiner Freundschaft mit Präsident Niceto Alcalá Zamora versuchte er, den Verfassungsentwurf der Regierung in Bezug auf die Rechte der Kirche abzumildern, dies hatte allerdings kaum Erfolg.
Als Reaktion auf den Putsch von Teilen des Militärs unter Führung von Francisco Franco am 17. Juli 1936 brachen am 21. Juli revolutionäre Unruhen in Tarragona aus. Kardinal Vidal sah sich genötigt, Zuflucht bei Eduard Toda i Güell in Poblet zu suchen. Durch das Eingreifen des republikanischen Guardia-Civil-Offiziers Antonio Escobar Huerta entging er in letzter Minute der Erschießung durch Milizionäre der Federación Anarquista Ibérica (FAI), während sein Weihbischof Manuel Borrás in Tarragona ermordet wurde. Auf persönliche Fürsprache von Ventura Gassol veranlasste Lluís Companys, der Ministerpräsident der Generalitat de Catalunya, dass der Kardinal zusammen mit seinem persönlichen Sekretär nach Barcelona kam, von wo aus ihn ein Schiff der spanischen Marine nach Italien brachte. Bis 1943 blieb Kardinal Vidal in der Kartause von Farneta bei Lucca. Aus dem Exil heraus versuchte er zusammen mit Jean Kardinal Verdier, dem Erzbischof von Paris, Friedensverhandlungen im Spanischen Bürgerkrieg zu erreichen. Er bat um ein Einschreiten des Papstes gegen die Bombardierung von katalanischen Zivilisten durch die nationalistische Luftwaffe, setzte sich für die Freilassung von Menschen ein, die von den Republikanern ebenso wie von den Franquisten gefangen gehalten wurden oder vom Vichy-Regime an Deutschland ausgeliefert werden sollten, ungeachtet ihrer politischen Einstellungen. Er war einer von nur fünf spanischen Bischöfen, die General Francisco Franco ihre Unterstützung verweigerten und 1937 ihre Unterschriften nicht unter den Brief des spanischen Episkopates setzten, mit dem die Machtergreifung Francos begrüßt wurde.
Im Jahr 1939 nahm er am Konklave teil, das Pius XII. zum Papst wählte. Seine Nähe zum Katalanismus, seine guten Beziehungen zu republikanischen Kreisen sowie seine Weigerung, Franco zu unterstützen, veranlassten das Franco-Regime, ihm die Rückkehr in sein Erzbistum zu verbieten. Auch nachdem 1941 im Zuge des Konkordates die Verbannung Kardinal Vidals aufgehoben worden war, blieb dieser in Italien. 1943 zwang ihn die deutsche Besetzung Italiens zur Flucht in die Schweizer Kartause La Valsainte.

### Tod und Begräbnis
Der Kardinal starb am 13. September 1943 im schweizerischen Freiburg und wurde in der Kirche des Kartäuserklosters La Valsainte beigesetzt. 1978 wurden seine Gebeine in die Kathedrale von Tarragona überführt.
Die Erzdiözese Tarragona gedachte 2013/2014 anlässlich seines 70. Todestages des Kardinals Vidal.